# 機要秘書
機要秘書是指在政黨、政治、軍事單位，從事機密文件、電報的翻譯、處理及保管的秘書人員。企業的機要秘書一般為資深人員擔任，通常僅針對高階主管個人提供服務，除了執行主管所交付的命令之外，還要處理與主管相關的行政事務。

## 定義
在中華民國《公務人員任用法施行細則》中，對於得以機要人員任用之範圍已有原則性規範，即機要秘書、監印等職務之人員，規定必須事先將擬列為機要之職務報經銓敘部同意後始能進用，亦不得任意以常任文官職位進用機要人員；但自《地方制度法》實施後，對於縣市政府得以機要人員進用之一級主管，何種主管得以機要進用並無規範，因此，新任首長每以延攬人才需要為由，任意設置機要職位，致形成目前有依法應屬考試進用之職任以機要進用，或不具專業或能力而以高職位進用、支領高薪等現象，與公務人員任用法有關規定有違，更影響機關內部人員士氣與和諧。機關首長上任後任命之機要秘書，需符合《公職人員利益衝突迴避法》。
中華民國勞動部表定的秘書別稱有：「辦公室助理、行政助理、業務助理、部門秘書、機要秘書、總經理特助、董事長特助」。台北市立圖書館對機要秘書敘述為：「工作性質從檔案管理、部門溝通、替主管做好行程規劃、文書處理、會議管理，如：備茶水餐點，到作簡報等等……」，並認為「需具備溝通協調能力，與細心、耐心、反應靈敏、能堪繁鉅」的人格特質。專業技能要求包括「品質管理、人力資源管理、電腦知能，如：中級文書處理、英文聽讀說寫的能力、會議紀錄和報告撰寫等能力。」

### 政黨
劉文雄，他在基隆地方派系的國民黨支持拿下初選，之前只擔任機要秘書。
胡麗玲曾擔任國民黨三任秘書長機要秘書。她透過媒體發表聲明，並指出擔任國民黨主席十餘年的李登輝是台灣黑金政治的始作俑者。

### 政治
政治案例，例如：馬永成就曾擔任前總統陳水扁的總統府機要秘書，隨後並擔任總統府副秘書長。最高檢察署特偵組偵辦國務機要費案，就發現馬永成涉嫌與陳水扁、吳淑珍、林德訓等人，共同以不實發票及虛構機密外交等方式，詐領、侵占國務機要費約新台幣七千萬元。
柯文哲剛擔任台北市長時，他自爆尋找機要秘書時，甚至有秘書上班第一天，就哭著離職。

### 軍事
毛慶祥為蔣中正貼身幕僚，他曾擔任北伐軍總司令部機要秘書一職。
國共內戰的歷史中，身居機要秘書一職的人物，還有民國20至30年代被中國共產黨稱為情報後三傑的熊向暉。當時周恩來著眼於情報工作的長期性，便選上當時就讀於清華大學中文系的熊向暉，此後更經過共黨運作安排順利滲透至蔣介石四大愛將之一胡宗南身邊，胡對熊向暉可說是愛護有加，甚至還送熊向暉至黃埔軍校學習，熊向暉更是黃埔第十五期生並代表畢業生致詞，學成後熊向暉便成為胡的機要秘書。
蕭一葦湖南湘鄉人。1932年，在重慶擔任軍法官，他因為出色的寫作和書畫才能，被孫立人收為機要秘書，從此轉戰緬甸和印度。他的兒子蕭孟戎口述，父親主要工作是替孫將軍起草並管理公文，以及處理機密報告等。將軍雖然驍勇善戰，被日軍封為「戰神」；生活中卻直來直往，得罪了一些人。而蕭一葦就充當潤滑劑的角色，替孫立人處理各種人際關係。

## 其他領域
除黨政軍之外，企業用才也會使用到機要秘書。
2015年初，台灣銀行董事長李紀珠、就曾透過臉書公開徵才，招募機要秘書一名。其薪資視學經歷而定、起薪上看新台幣5至10萬元不等。以台灣的就業市場而言，大多數公司中最高階秘書（如：董事長特助、總經理特助、執行秘書、機要秘書等）通常只有一個職缺，且任職期間很長，底下的秘書不容易有晉升及發展機會，大部分人將秘書工作當成轉職跳板，尤其是跳到人力資源部門；國內有不少公司人力資源主管或客戶服務主管是由秘書轉任的成功案例。

## 外部連結
- （英文） Confidential Secretary - Human Resource （页面存档备份，存于）
- （简体中文） 机要秘书工作体会 （页面存档备份，存于）
- （繁體中文） 各機關機要人員進用辦法
- （繁體中文） 對「機要人員進用辦法」之評析
- （繁體中文） 你所不知道的宋美齡：機要秘書的回憶 （页面存档备份，存于）